# مقاطعة سيلفير بو (مونتانا)
مقاطعة سيلفير بو (بالإنجليزية: Silver Bow County)‏ هي إحدى مقاطعات ولاية مونتانا في الولايات المتحدة الأمريكية.